# 濱尾四郎
濱尾四郎子爵（1896年4月24日—1935年10月29日），是一名日本著名推理小說作家，同時是律師及貴族院議員。

## 家庭
濱尾四郎的祖父是著名政治家加藤弘之男爵，父親是醫學博士加藤照麿男爵，1918年過繼成為當時的內閣要員濱尾新的繼子。

## 生平
濱尾四郎自少便有良好的教育，他畢業於東京帝國大學法學部，畢業後在東京地方裁判所任職，同時開始撰寫有關研究犯罪的文章，當中包括《落語與犯罪》等，這些文章在他死後結集成《濱一尾四郎隨筆集》。1925年，他繼承子爵爵位，並升任為檢察官。1928年，他放棄檢察官職位，轉投私人執業律師，又開始撰寫推理小說，在1929年1月發表處女作《是他殺的嗎﹖》。1933年，他當選為貴族院議員。
1935年因腦溢血而逝世。